# The Bootleg Series Vol. 8 - Tell Tale Signs: Rare and Unreleased 1989-2006
The Bootleg Series Vol. 8 - Tell Tale Signs: Rare and Unreleased 1989-2006 - o semplicemente Tell Tale Signs - è un album compilation in due CD di Bob Dylan pubblicato il 6 ottobre del 2008. Fa parte della serie ufficiale dei bootleg di questo autore, contenenti versioni alternative di canzoni pubblicate in album mai distribuite precedentemente.
L'album è stato prodotto dalla Columbia Records e messo in distribuzione dal 6 ottobre 2008 anche in formato long playing. La versione speciale in edizione Deluxe consta di tre CD oltre ad un libro di 150 pagine e a un disco singolo in vinile contenente due tracce.
Anticipazioni di ascolto sono state rese disponibili su internet.

## Descrizione
L'album comprende canzoni provenienti da sessioni di registrazione per i dischi Oh Mercy, World Gone Wrong, Time Out of Mind e Modern Times, oltre a brani appartenenti a contributi di Dylan per colonne sonore (incluso il brano Cross the Green Mountain, dal film del 2003 Gods and Generals). Sono presenti anche registrazioni live dal 1989 al 2006 rimaste inedite.

Dylan nel videoclip del brano Cross the Green Mountain, parte della colonna sonora del film del 2003 Gods and Generals

La collezione comprende una traccia da un disco incompiuto del 1992 iniziato e mai completato in collaborazione con David Bromberg, e un duetto con Ralph Stanley nel brano The Lonesome River. Uno dei brani, Dreamin' Of You, outtake (brano alternativo) delle sessioni compiute in studio di registrazione per l'album Time Out of Mind, ha fatto da traino come brano promozionale al lancio del disco nell'estate 2008 ed è stata distribuita gratuitamente in download sul web dalla casa discografica di Dylan.
Non figurano nell'album versioni alternative di canzoni registrate da Dylan per i dischi pubblicati nel medesimo lasso di tempo: Under the Red Sky, Good as I Been to You e Love and Theft.
In gran parte dei brani Dylan è accompagnato dai musicisti che hanno suonato nei concerti del Never Ending Tour nel periodo preso in esame dall'album, inclusi i membri della band che lo accompagna da alcuni anni - Stu Kimball, Donnie Herron, Denny Freeman, Tony Garnier, George Receli - integrata da musicisti del suo entourage ed esponenti degli Heartbreakers di Tom Petty.

## Tracce

### Disco 1
1. Mississippi – 6:04 – (versione inedita, Time Out of Mind)
2. Most of the Time – 3:46 – (versione alternativa, Oh Mercy)
3. Dignity – 2:09 – (demo al pianoforte, Oh Mercy)
4. Someday Baby – 5:56 – (versione alternativa, Modern Times)
5. Red River Shore – 7:36 – (inedita Time Out of Mind)
6. Tell Ol' Bill – 5:31 – (versione alternativa di una canzone distribuita nella colonna sonora di North Country)
7. Born in Time – 4:10 – (inedita, Oh Mercy)
8. Can't Wait – 5:45 – (versione alternativa, Time Out of Mind)
9. Everything Is Broken – 3:27 – (versione alternativa, Oh Mercy)
10. Dreamin' of You – 6:23 – (inedita, Time Out Of Mind)
11. Huck's Tune – 4:09 – (dalla colonna sonora di Lucky You)
12. Marchin' to the City – 6:36 – (inedita, Time Out of Mind)
13. High Water (For Charley Patton) – 6:40 – (live 23 agosto 2003, Cascate del Niagara, Ontario, Canada)

### Disco 2
1. Mississippi – 6:24 – (versione inedita numero 2, Time Out of Mind)
2. 32-20 Blues – 4:22 – (inedita, World Gone Wrong)
3. Series of Dreams – 6:27 – (inedita, Oh Mercy)
4. God Knows – 3:12 – (inedita, Oh Mercy)
5. Can't Escape from You – 5:22 – (inedita, incisione del dicembre 2005)
6. Dignity – 5:25 – (inedita, Oh Mercy)
7. Ring Them Bells – 4:59 – (live al The Supper Club, 17 novembre 1993, New York, NY)
8. Cocaine Blues – 5:30 – (live, 24 agosto 1997, Vienna, VA)
9. Ain't Talkin' – 6:13 – (versione alternativa, Modern Times)
10. The Girl on the Greenbriar Shore – 2:51 – (live, 30 giugno 1992, Dunkerque, Francia)
11. Lonesome Day Blues – 7:37 – (live, 1º febbraio 2002, Sunrise, FL)
12. Miss the Mississippi – 3:20 – (inedita, 1992)
13. The Lonesome River – 3:04 – (con Ralph Stanley, dall'album Clinch Mountain Country)
14. Cross the Green Mountain – 8:15 – (dalla colonna sonora di Gods and Generals)

### Deluxe Edition
La versione Deluxe dell'album - in edizione limitata - contiene un terzo CD con tracce bonus:

#### Tracce bonus
1. Duncan & Brady – 3:47 – (inedita, 1992)
2. Cold Irons Bound – 5:57 – (live al Bonnaroo, 2004)
3. Mississippi – 6:24 – (versione inedita #3, Time Out of Mind)
4. Most of the Time – 5:10 – (versione alternativa #2, Oh Mercy)
5. Ring Them Bells – 3:18 – (versione alternativa, Oh Mercy)
6. Things Have Changed – 5:32 – (live, 15 giugno 2000, Portland, OR)
7. Red River Shore – 7:08 – (versione inedita #2, Time Out of Mind)
8. Born in Time – 4:19 – (versione inedita #2, Oh Mercy)
9. Tryin' to Get to Heaven – 5:10 – (live 5 ottobre 2000, Londra, Inghilterra)
10. Marchin' to the City – 3:39 – (versione inedita #2, Time Out of Mind)
11. Can't Wait – 7:24 – (versione alternativa #2, Time Out of Mind)
12. Mary and the Soldier – 4:23 – (inedita, World Gone Wrong)

#### Vinile
1. Dreamin' of You – 6:23 – (inedita, Time Out Of Mind)
2. Ring Them Bells – 4:59 – (live al The Supper Club, 17 novembre 1993, New York, NY)